# Каталіна Аксенте
Каталіна Аксенте (рум. Cătălina Axente; нар. 31 жовтня 1995, Галац) — румунська борчиня вільного стилю, бронзова призерка чемпіонату Європи.

## Життєпис
У 2018 році стала бронзовою призеркою чемпіонату Європи серед молоді.

## Спортивні результати на міжнародних змаганнях

### Виступи на Олімпіадах
| Змагання                    | Збірна  | Вагова категорія          | Місце |
| --------------------------- | ------- | ------------------------- | ----- |
| Літні Олімпійські ігри 2024 | Румунія | жіноча боротьба, до 76 кг | 16    |

### Виступи на Чемпіонатах світу
| Змагання                        | Збірна  | Вагова категорія          | Місце |
| ------------------------------- | ------- | ------------------------- | ----- |
| Чемпіонат світу з боротьби 2022 | Румунія | жіноча боротьба, до 76 кг | 13    |
| Чемпіонат світу з боротьби 2023 | Румунія | жіноча боротьба, до 76 кг | 5     |

### Виступи на Чемпіонатах Європи
| Змагання                         | Збірна  | Вагова категорія          | Місце  |
| -------------------------------- | ------- | ------------------------- | ------ |
| Чемпіонат Європи з боротьби 2020 | Румунія | жіноча боротьба, до 72 кг | Бронза |
| Чемпіонат Європи з боротьби 2021 | Румунія | жіноча боротьба, до 72 кг | 7      |
| Чемпіонат Європи з боротьби 2022 | Румунія | жіноча боротьба, до 76 кг | 5      |
| Чемпіонат Європи з боротьби 2023 | Румунія | жіноча боротьба, до 76 кг | Бронза |
| Чемпіонат Європи з боротьби 2024 | Румунія | жіноча боротьба, до 76 кг | 9      |

### Виступи на Європейських іграх
| Змагання              | Збірна  | Вагова категорія          | Місце |
| --------------------- | ------- | ------------------------- | ----- |
| Європейські ігри 2019 | Румунія | жіноча боротьба, до 76 кг | 11    |

### Виступи на Кубках світу
| Змагання                    | Збірна  | Вагова категорія          | Місце |
| --------------------------- | ------- | ------------------------- | ----- |
| Кубок світу з боротьби 2018 | Румунія | команда                   | 7     |
| Кубок світу з боротьби 2020 | Румунія | жіноча боротьба, до 76 кг | 9     |

### Виступи на Франкомовних іграх
| Змагання              | Збірна  | Вагова категорія          | Місце  |
| --------------------- | ------- | ------------------------- | ------ |
| Франкомовні ігри 2017 | Румунія | жіноча боротьба, до 72 кг | Бронза |
| Франкомовні ігри 2023 | Румунія | жіноча боротьба, до 76 кг | Золото |

### Виступи на інших змаганнях
| Змагання                                                       | Збірна  | Вагова категорія            | Місце  |
| -------------------------------------------------------------- | ------- | --------------------------- | ------ |
| Меморіал Іона Корнеану 2015                                    | Румунія | жіноча боротьба, до 75 кг   | Срібло |
| Кубок Європейських націй з боротьби 2016                       | Румунія | команда                     | 4      |
| Henri Deglane Challenge 2016                                   | Румунія | жіноча боротьба, до 75 кг   | Срібло |
| Турнір Дана Колова — Николи Петрова 2017                       | Румунія | жіноча боротьба, до 75 кг   | 11     |
| Турнір міста Сассарі з боротьби 2017                           | Румунія | жіноча боротьба, до 75 кг   | Срібло |
| Кубок Алроси 2017                                              | Румунія | команда                     | Срібло |
| Henri Deglane Challenge 2017                                   | Румунія | жіноча боротьба, до 75 кг   | Золото |
| Klippan Lady Open 2018                                         | Румунія | жіноча боротьба, до 76 кг   | 7      |
| Відкритий чемпіонат Польщі з боротьби 2018                     | Румунія | жіноча боротьба, до 72 кг   | Бронза |
| Меморіал Іона Корнеану і Ладислава Сімона 2018                 | Румунія | жіноча боротьба, до 72 кг   | Бронза |
| Меморіал Іона Корнеану і Ладислава Сімона 2019                 | Румунія | жіноча боротьба, до 76 кг   | Бронза |
| Турнір Яшара Догу 2020                                         | Румунія | жіноча боротьба, до 72 кг   | Золото |
| Чемпіонат Румунії з боротьби 2020                              | Румунія | жіноча боротьба, до 76 кг   | Золото |
| Київський Міжнародний турнір з боротьби 2021                   | Румунія | жіноча боротьба, до 76 кг   | Бронза |
| Олімпійський кваліфікаційний турнір з боротьби 2020 (Будапешт) | Румунія | жіноча боротьба, до 76 кг   | 12     |
| Олімпійський кваліфікаційний турнір з боротьби 2020 (Софія)    | Румунія | жіноча боротьба, до 76 кг   | Бронза |
| Відкритий чемпіонат Польщі з боротьби 2021                     | Румунія | жіноча боротьба, до 72 кг   | 5      |
| Турнір Яшара Догу 2022                                         | Румунія | жіноча боротьба, до 76 кг   | 8      |
| Змагання з пляжної боротьби 2022                               | Румунія | пляжна боротьба, до W+70 кг | Золото |
| Меморіал Маттео Пелліконе 2022                                 | Румунія | жіноча боротьба, до 76 кг   | 4      |
| Змагання з пляжної боротьби 2022                               | Румунія | пляжна боротьба, до W+70 кг | Золото |
| Меморіал Імре Поляка та Яноша Варги 2023                       | Румунія | жіноча боротьба, до 72 кг   | 6      |
| Меморіал Іона Корнеану і Ладислава Сімона 2023                 | Румунія | жіноча боротьба, до 76 кг   | Бронза |
| Серія пляжної боротьби 2023                                    | Румунія | пляжна боротьба, до W+70 кг | Срібло |
| Серія пляжної боротьби 2023                                    | Румунія | пляжна боротьба, до W+70 кг | Бронза |
| Олімпійський кваліфікаційний турнір з боротьби 2024 (Баку)     | Румунія | жіноча боротьба, до 76 кг   | 8      |
| Олімпійський кваліфікаційний турнір з боротьби 2024 (Стамбул)  | Румунія | жіноча боротьба, до 76 кг   | Золото |

### Виступи на змаганнях молодших вікових груп
| Змагання                                       | Збірна  | Вагова категорія          | Місце  |
| ---------------------------------------------- | ------- | ------------------------- | ------ |
| Чемпіонат Європи з боротьби серед юніорів 2014 | Румунія | жіноча боротьба, до 67 кг | 11     |
| Чемпіонат Європи з боротьби серед юніорів 2015 | Румунія | жіноча боротьба, до 72 кг | 5      |
| Чемпіонат Європи з боротьби серед молоді 2016  | Румунія | жіноча боротьба, до 69 кг | 8      |
| Чемпіонат Європи з боротьби серед молоді 2018  | Румунія | жіноча боротьба, до 76 кг | Бронза |
| Чемпіонат світу з боротьби серед молоді 2018   | Румунія | жіноча боротьба, до 76 кг | 5      |